# 위대한 캣츠비
《위대한 캣츠비》(The Great Catsby)는 만화 작가 강도하의 웹툰이다. 2004년부터 2005년까지 엠파스에서 연재를 했으나, 도중에 연재를 중단하고 동년(2005년) 3월 2일부터 11월 18일까지 다음에 연재했다. 그 뒤에 뮤지컬, TV 드라마로 만들어졌으며 영화가 개봉되었다. 2005년 대한민국 만화대상에서 대상을 차지했다.
처음엔 위대한 캐츠비라는 이름으로 연재했으나 2부 6화부터 지금의 이름을 쓰기 시작했다.

## 등장인물
이 만화에 등장하는 인물들은 모두 동물들로 의인화되어 있다. 각각의 동물들은 그 인물을 표현하는 또다른 방식이다.
- 캣츠비 (20대 남)
- 페르수 (20대 여)
- 선 (20대 여)
- 하운두 (20대 남)
- 부르독 (40대 남)
- 몽부인 (30대 여)
- 몽영감 (50대 남)

## 드라마
2007년 7월 4일부터 9월 22일까지 tvN에서 이 작품을 원작으로 한 동명의 드라마가 방영되었다.